# Olaf van Andel
Olaf von Andel (ur. 22 marca 1984 w Tilburg) – holenderski wioślarz, reprezentant Holandii w wioślarskiej ósemce podczas Letnich Igrzysk Olimpijskich w Pekinie.

## Osiągnięcia
- Mistrzostwa Świata – Gifu 2005 – ósemka – 8. miejsce[1].
- Mistrzostwa Świata – Eton 2006 – dwójka bez sternika – 13. miejsce[1].
- Mistrzostwa Świata – Monachium 2007 – czwórka ze sternikiem – 5. miejsce[1].
- Igrzyska Olimpijskie – Pekin 2008 – ósemka – 4. miejsce[1].
- Mistrzostwa Świata – Poznań 2009 – ósemka – 3. miejsce[1].
- Mistrzostwa Europy – Montemor-o-Velho 2010 – czwórka bez sternika – 8. miejsce[1].